# Estancia de San Nicolás
Estancia de San Nicolás är en ort i Mexiko.   Den ligger i kommunen Poncitlán och delstaten Jalisco, i den centrala delen av landet, 400 km väster om huvudstaden Mexico City. Estancia de San Nicolás ligger 1 530 meter över havet och antalet invånare är 179.
Terrängen runt Estancia de San Nicolás är kuperad österut, men västerut är den platt. Runt Estancia de San Nicolás är det tätbefolkat, med 297 invånare per kvadratkilometer. Närmaste större samhälle är Ocotlán, 7,4 km öster om Estancia de San Nicolás. Trakten runt Estancia de San Nicolás består till största delen av jordbruksmark.